# Baza danych sekwencji
Baza danych sekwencji – stosowana w bioinformatyce obszerna baza danych sekwencji monomerów występujących w DNA, RNA, białkach i innych biopolimerach.
Dostęp do tych baz danych jest różnorodny, jedne są płatne, a inne są dostępne dla każdego całkowicie bezpłatnie. Jedną z większych baz sekwencji jest GenBank.